# Giacomo Monaldi

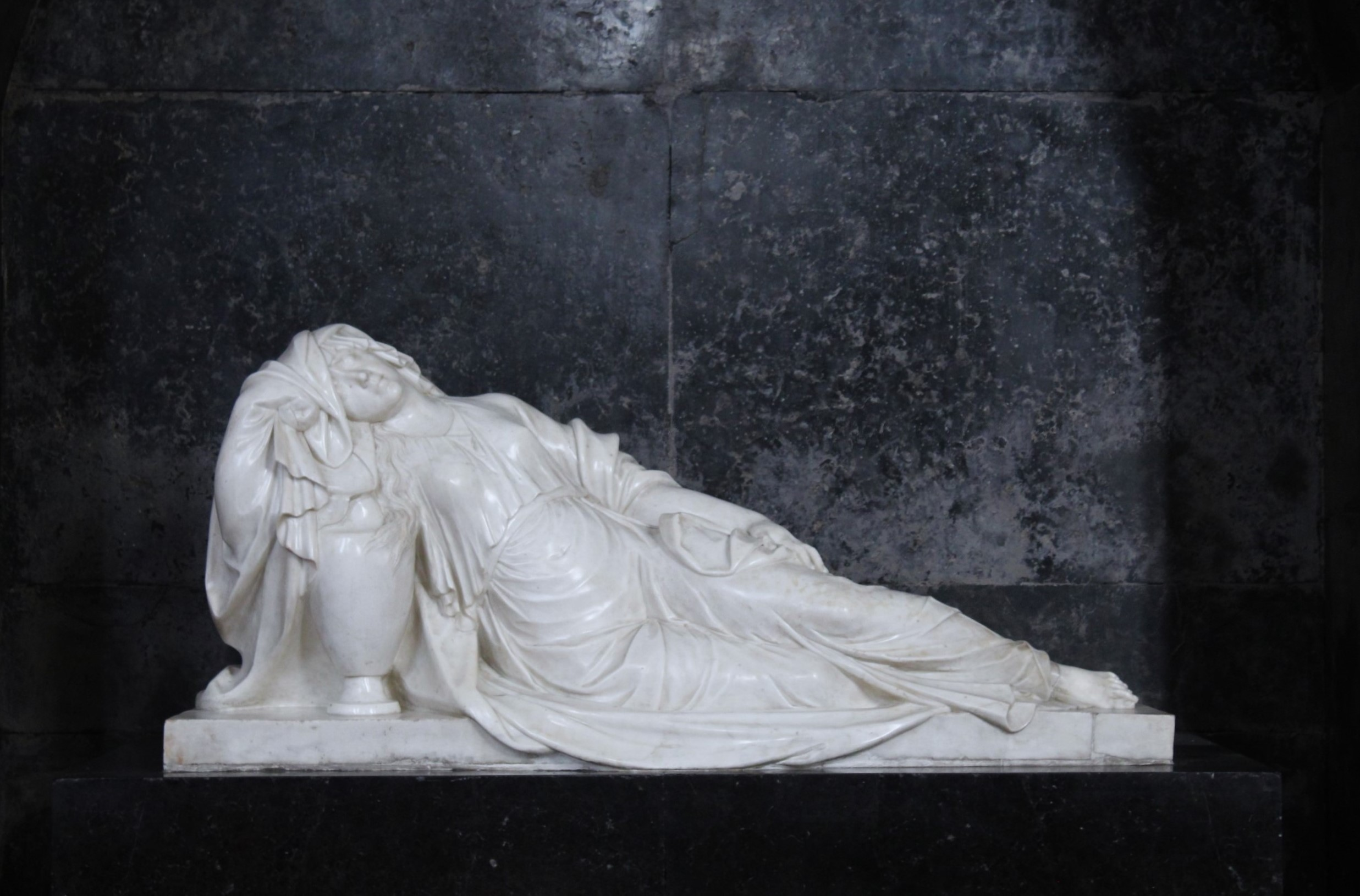
Grabmal von Mikołaj und Maria Radziwiłł in der Sigismundkirche in Szydłowiec

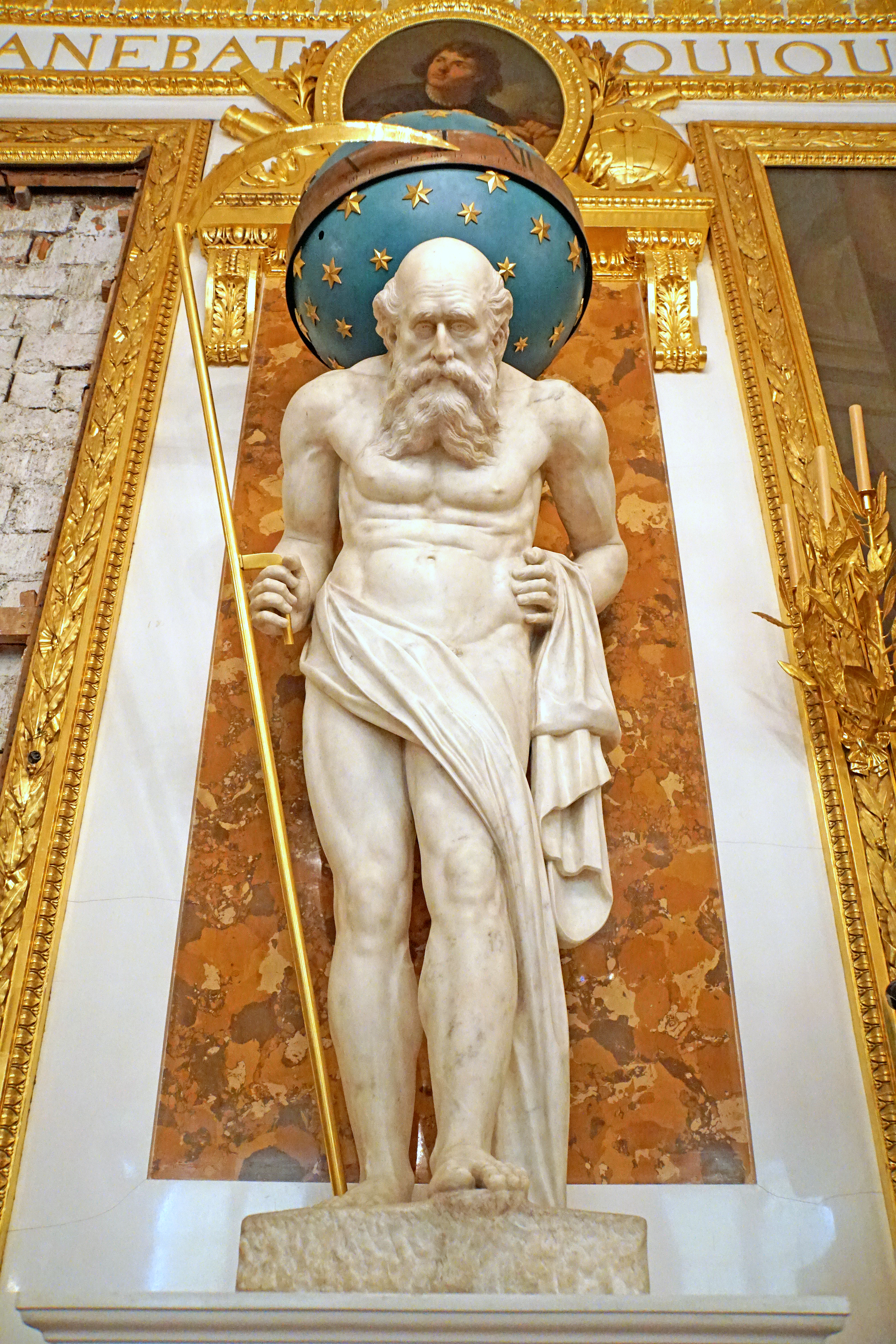
Chronosstatue im Warschauer Königschloss

Giacomo Monaldi auch  Jakub Monaldi (* um 1730 in Rom; † 1798 in Warschau) war ein Warschauer Bildhauer italienischer Abstammung, der am polnischen Königshof wirkte. Er schuf im Stil des Spätbarocks und später des Klassizismus.

## Leben und Werk
Er war Sohn des Bildhauers Carlo Monaldi und studierte an der Accademia di San Luca in Rom. Ab 1768 war er Hofbildhauer des letzten polnisch-litauischen Königs Stanislaus II. August Poniatowski. Am Königshof arbeitete er eng mit André le Brun zusammen. Sein bekanntestes Werk ist der Chronos im Warschauer Königschloss. Er schuf weitere Bildnisse für den Łazienki-Park. Seine Arbeiten befinden sich auch im Schloss Ujazdów, Warschauer Königschloss, Myślewicki-Palast, Łazienki-Palast, in der Kathedrale von Warschau, der Warschauer Annakirche, der Jakobskirche in Skierniewice und der Sigismundkirche in Szydłowiec. 